# Claes Ljungmark
Pour les articles homonymes, voir Ljungmark.
Claes Ivar Ljungmark, né le 14 mars 1954 dans la paroisse de Härlanda à Göteborg (Suède), est un acteur suédois.

## Biographie
Claes Ljungmark naît à Göteborg. Il fréquente le gymnase Karl Johansskolan et Majorna dans le district de Majorna. Entré en contact avec le théâtre pendant sa scolarité quand il joue en 8e année dans Picknick på slagfältet de Fernando Arrabal. Il pensait étudier la médecine, mais c'est la carrière d'acteur qui est devenue sa vocation. Après des études secondaires et un service militaire en tant que sous-marinier, il postule au Grand Théâtre de Göteborg. Il travaille en 1975-1976 en tant qu'acteur dans le groupe de théâtre indépendant Panikteatern à Uppsala.
Il étudie entre 1976 et 1980 à la Statens Scenskola de Göteborg, aujourd'hui la Högskolan för scen och musik (sv).
Après l'école de théâtre, il obtient un emploi au Théâtre municipal de Stockholm et fait partie de l'ensemble permanent du théâtre jusqu'en 2006.
En tant qu'acteur indépendant, Claes Ljungmark travaille au Kungliga Dramatiska Teatern, Uppsala Stadsteater (sv), Teater Giljotin (sv) et au Teater Galeasen (sv).
En 2010, il reçoit le prix Guldbagge du meilleur premier rôle masculin, pour son rôle dans le film Une solution rationnelle.
Claes Ljungmark travaille également au théâtre radiophonique et possède une voix reconnaissable après de nombreuses années en tant que doubleur.

## Théâtre
| Année | Rôle                      | Production                                                                      | Régie            | Théâtre                  |
| ----- | ------------------------- | ------------------------------------------------------------------------------- | ---------------- | ------------------------ |
| 1980  | Frikåristen Kypare        | Hoppla, nous sommes vivants! (Hoppla, vi lever!) Ernst Toller                   | Fred Hjelm       | Stockholms stadsteater   |
| 1982  | Tom Palmer nr: 56         | Maratondansen Horace McCoy                                                      | Fred Hjelm       | Stockholms stadsteater   |
| 1984  | Josef Tranio              | La Mégère apprivoisée William Shakespeare                                       | Marianne Rolf    | Stockholms stadsteater   |
| 1984  |                           | Comme il vous plaira (Som ni vill ha det) William Shakespeare                   | John Caird       | Stockholms Stadsteater   |
| 1985  | Ferdinandeo               | Sommarnöjet Carlo Goldoni                                                       | Göran O Eriksson | Stockholms stadsteater   |
| 1987  | Eilif                     | Mère Courage et ses enfants Bertolt Brecht                                      | Ragnar Lyth      | Stockholms stadsteater   |
| 1988  |                           | Les Sorcières de Salem (Häxjakten) Arthur Miller                                | Jens Mogaard     | Stockholms Stadsteater   |
| 1989  | Mike                      | Den stora lögnen Sam Shepard                                                    | Jan Håkanson     | Stockholms stadsteater   |
| 1990  | Gabriel                   | Isbjörnarna Jonas Gardell                                                       | Annika Silkeberg | Stockholms stadsteater   |
| 1991  | Peter                     | Järnbörd Magnus Dahlström                                                       | Måns Edwall      | Stockholms stadsteater   |
| 1995  |                           | Slangbågen Nikolaj Koljada                                                      | Carl Kjellgren   | Stockholms Stadsteater   |
| 1996  |                           | Arne Anka: En afton på Zekes Charlie Christensen                                | Anders Öhrn      | Stockholms Stadsteater   |
| 1998  |                           | Don Juan Bertolt Brecht                                                         | Linus Tunström   | Teater Galeasen          |
| 2000  |                           | Kung John William Shakespeare                                                   | Stefan Böhm      | Upsala Stadsteater       |
| 2001  |                           | Dead End Lyle Kessler                                                           | Johan Wahlström  | Teater Tribunalen        |
| 2002  | Eddie                     | Vu du pont (Utsikt från en bro) Arthur Miller                                   | Carl Kjellgren   | Stockholms stadsteater   |
| 2004  | Farbror Nyström Läkaren   | Din stund på jorden Vilhelm Moberg                                              | Leif Stinnerbom  | Stockholms stadsteater   |
| 2005  | Pastor Kimball            | L'Opéra de quat'sous Bertolt Brecht et Kurt Weill                               | Lars Rudolfsson  | Stockholms stadsteater   |
| 2006  |                           | Broder Hund Lucas Svensson                                                      | Natalie Ringler  | Teater Galeasen          |
| 2006  |                           | Modet att döda Lars Norén                                                       | Kia Berglund     | Teater Giljotin          |
| 2007  |                           | Helgonlegender Majgull Axelsson                                                 | Christian Tomner | Théâtre dramatique royal |
| 2009  | Lars Runke                | Svensson, Svensson på semester Tomas Tivemark, Michael Hjorth et Johan Kindblom | Leif Lindblom    | Krusenstiernska gården   |
| 2010  |                           | Lagarna Christina Ouzounidis                                                    | Olof Hanson      | Teater Galeasen          |
| 2010  |                           | Hundarnas kamp Bernard-Marie Koltès                                             | Sunil Munshi     | Teater Giljotin          |
| 2011  | Josef                     | Tjuvar Dea Loher                                                                | Jenny Andreasson | Théâtre dramatique royal |
| 2012  | Curt Malmborg             | Den flygande handläggaren Gertrud Larsson                                       | Olle Törnqvist   | Uppsala stadsteater      |
| 2012  | Jevgenij Sergejevitj Dorn | La Mouette Anton Tchekhov                                                       | Sunil Munshi     | Uppsala stadsteater      |
| 2012  |                           | Fanny et Alexandre Ingmar Bergman                                               | Linus Tunström   | Uppsala stadsteater      |
| 2013  | Vålnaden                  | Hamlet William Shakespeare                                                      | Linus Tunström   | Uppsala stadsteater      |
| 2013  | George                    | Qui a peur de Virginia Woolf ? (Vem är rädd för Virginia Woolf?) Edward Albee   | Sunil Munshi     | Uppsala Stadsteater      |
| 2016  |                           | Le Roi Lear William Shakespeare                                                 | Linus Tunström   | Uppsala stadsteater      |
| 2018  | Anne Vercors              | L'Annonce faite à Marie (Budskapet till Maria) Paul Claudel                     | Wilhelm Carlsson | Théâtre dramatique royal |

## Filmographie partielle

### Au cinéma
- 1981 : Tuppen : Allan
- 1981 : Sopor (sv) : Intervjuad AMS-jobbare
- 1988 : Livsfarlig film (sv) : Ivo, skådespelare
- 1991 : Joker : Psykfall
- 1994 : I natt går jorden under (sv) : Johan's father
- 1995 : Vendetta : Gustav Hansson
- 1996 : Les Héros : Hotel Manager
- 1996 : Ondt blod (da) : Swedish cafeteria guest
- 1996 : Drömprinsen - Filmen om Em (sv) : Roland
- 1997 : Beneath the Surface (Under ytan) : Pimp with Jannika
- 2000 : Före stormen (sv) : Johan Sander
- 2003 : Skenbart: En film om tåg (sv) : The Bartender
- 2006 : Les Petits Jönsson : La Chasse à l'autographe (Lilla Jönssonligan och stjärnkuppen) : Knut
- 2009 : Une solution rationnelle (Det enda rationella) : Sven-Erik Byström
- 2012 : Rendez-vous à Kiruna : le commissaire Stig Eriksson
- 2012 : Call Girl : Justitieministern
- 2013 : Les Enquêtes du département V : Miséricorde (Kvinden i buret) : Larsson
- 2013 : Den som söker (sv) : Olof
- 2014 : Micke & Veronica (sv) : Björn
- 2017 : Borg McEnroe de Janus Metz Pedersen : Mats Hasselqvist
- 2019 : The Spy de Jens Jønsson : Carl Petersén
- 2022 : Fimbulvinter de Henry Moore Selder : Ulf Göransson (en cours de production)

### À la télévision
- Welcome to Sweden (série télévisée) : Birger Wiik, père d'Emma